# Ed Anker

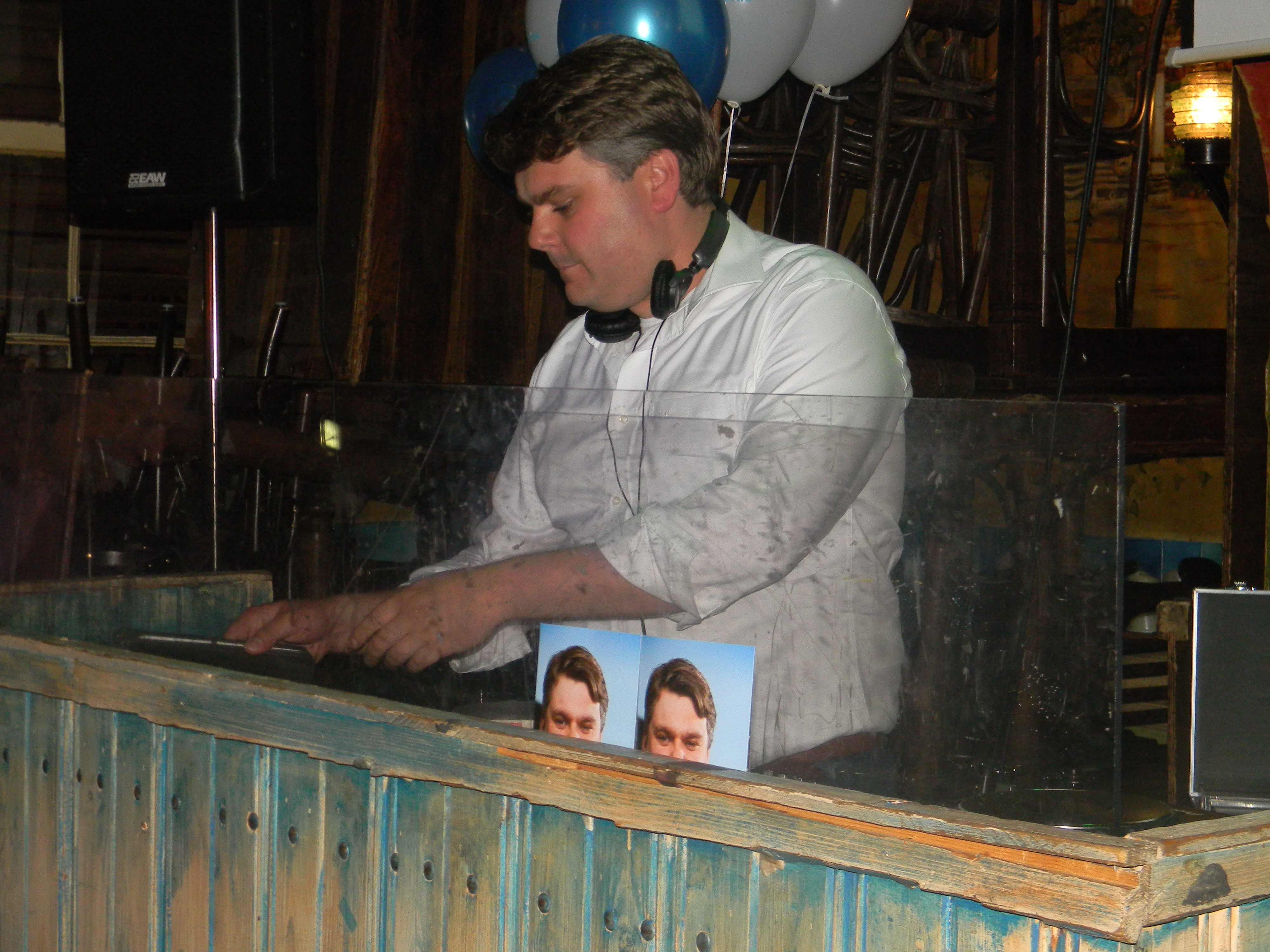
Ed Anker als dj

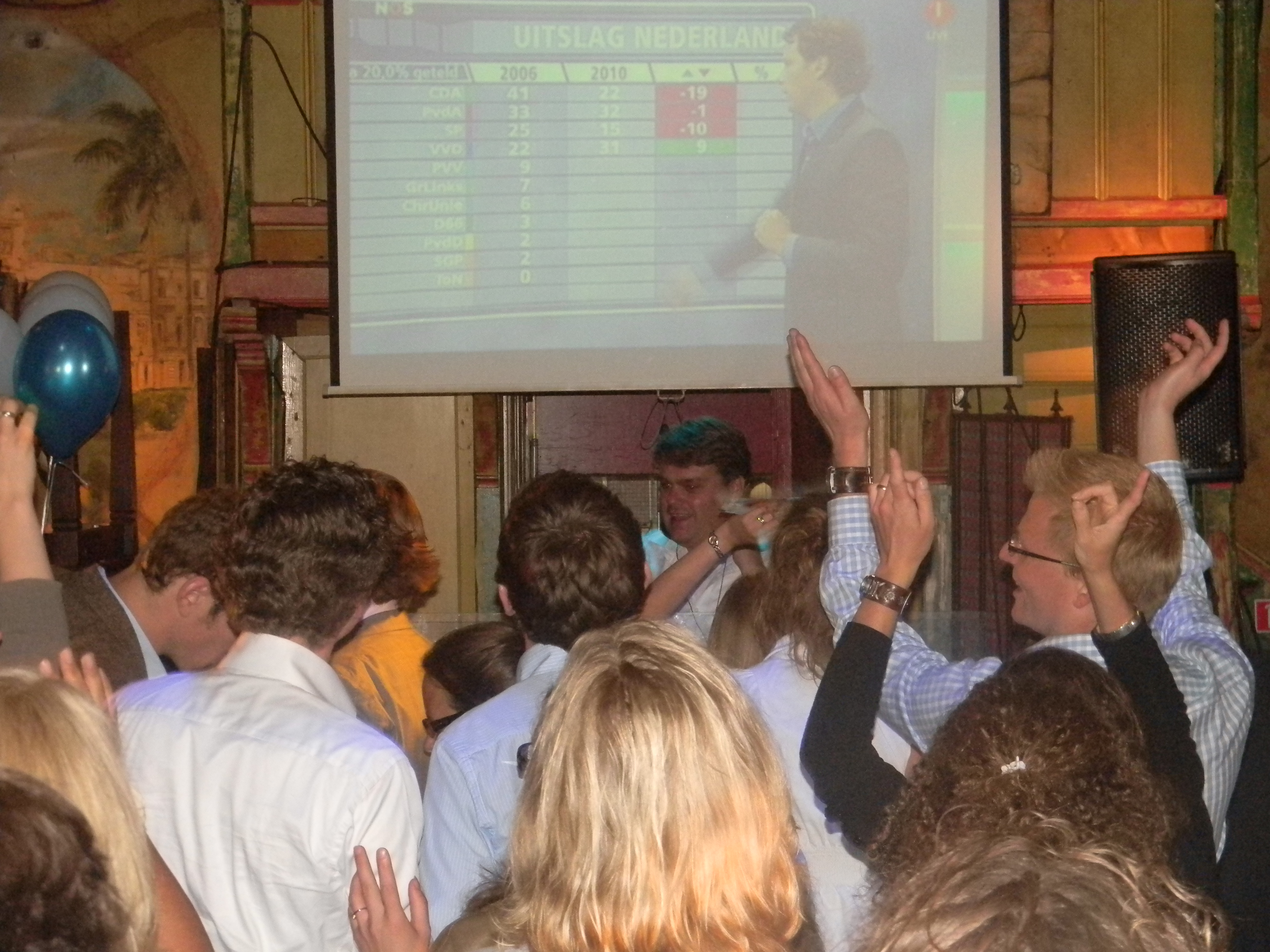
Anker achter de draaitafel als dj op de uitslagenavond van de ChristenUnie in 2010

Eize Willem (Ed) Anker (Beverwijk, 30 juni 1978) is een Nederlands bestuurder en ChristenUnie-politicus. Hij was lid van de Tweede Kamer der Staten-Generaal (2007-2010) en wethouder van Almere (2012-2014) en Zwolle (2014-2022).

## Opleiding en werkzaamheden
Tijdens zijn middelbareschoolperiode kreeg hij bij het vak maatschappijleer belangstelling voor het politieke bedrijf. Hij studeerde vervolgens politicologie aan de Universiteit van Amsterdam. In zijn studententijd was Anker praeses van de Navigators Studentenvereniging Amsterdam, een christelijke studentenvereniging.
Vervolgens werd hij fractiemedewerker bij de gecombineerde fractie van de ChristenUnie-SGP in de Provinciale Staten van Noord-Holland. Daarna was hij werkzaam bij Gemeenteraad.nl dat adviezen en opleidingen aan gemeenteraadsleden geeft.
Eerder was Anker lid van het GPJC, de politieke jongerenorganisatie van de GPV, een van de voorgangers van de ChristenUnie.

## Politieke werkzaamheden
Anker, die van 2005 tot 2007 in de gemeenteraad van Zaanstad zat, was bij de gemeenteraadsverkiezingen van 2006 lijsttrekker voor zijn partij.
Een van zijn eerste politieke optredens op de landelijke televisie vond plaats tijdens een uitzending van het Talpa-programma Koppensnellers aan de vooravond van de Tweede Kamerverkiezingen van 2006. Daarin werden personen uitgenodigd die voor hun partij laag op de kieslijst stonden, en werd hen één minuut zendtijd gegund om reclame te maken om daarmee te trachten voorkeurstemmen binnen te slepen. Anker, die achtste stond op de kandidatenlijst van de ChristenUnie, won het debat in de eerste aflevering, maar moest het in de tweede aflevering uiteindelijk afleggen tegen Boris van der Ham (D66).
Door zijn betrekkelijk lage positie op de kieslijst kwam Anker aanvankelijk niet in de Tweede Kamer omdat zijn partij zes zetels haalde. Doordat André Rouvoet en Tineke Huizinga, die op de eerste en de derde plaats van de lijst stonden, een ministers- respectievelijk een staatssecretarispost in het nieuwe kabinet-Balkenende IV innamen, kwam hij per 1 maart 2007 alsnog in de Tweede Kamer terecht.
Anker hield zijn maidenspeech op 8 maart 2007 bij het debat over de werking van het tbs-systeem naar aanleiding van een schietincident in Enschede op 4 maart 2007. In maart 2010 presenteerde hij de notitie Recht doen in tijd van onbehagen. Daarin stelde Anker voor verkeersboetes inkomensafhankelijk te maken.
In 2010 stond Anker, net als vier jaar eerder, weer op een relatief lage positie op de ChristenUnie-lijst, namelijk de negende plaats. In het VARA-programma Pauw & Witteman maakte hij bekend dat hij ging proberen door voorkeurstemmen in de Tweede Kamer te komen. Hij gebruikte hierbij de slogan 'Ga voor Anker'. Bij de Tweede Kamerverkiezingen in 2010 ging de ChristenUnie van zes zetels naar vijf zetels en Anker kreeg onvoldoende voorkeurstemmen om alsnog gekozen te worden.
Op 26 april 2012 werd Anker wethouder Beheer, Leefomgeving en Cultuur in Almere namens CDA/ChristenUnie nadat Berdien Steunenberg (CDA) op 29 maart was opgestapt wegens een motie van wantrouwen. In juli droeg hij het beleidsterrein Cultuur over aan zijn collega Arno Visser.
Na de gemeenteraadsverkiezingen van maart 2014 werd Anker aangetrokken als kandidaat-wethouder in Zwolle. Hij werd op 26 mei dat jaar geïnstalleerd. Hij keerde na de gemeenteraadsverkiezingen van 2022 niet terug als wethouder van Zwolle.

## Presentator
Van februari 2011 tot april 2012 was Anker werkzaam bij de Evangelische Omroep. Hij presenteerde daar de programma's De Nacht op 1, Dit is de Zondag en het iedere werkdag uitgezonden Dit is de Dag met Elsbeth Gruteke.

## Privé
Anker is getrouwd en heeft een zoon en een dochter. Hij was lid van de Gereformeerde Kerken vrijgemaakt en werd in 2009 lid van de evangelische gemeente 'Crossroads' in Den Haag.